# Teoria do ciclo de vida

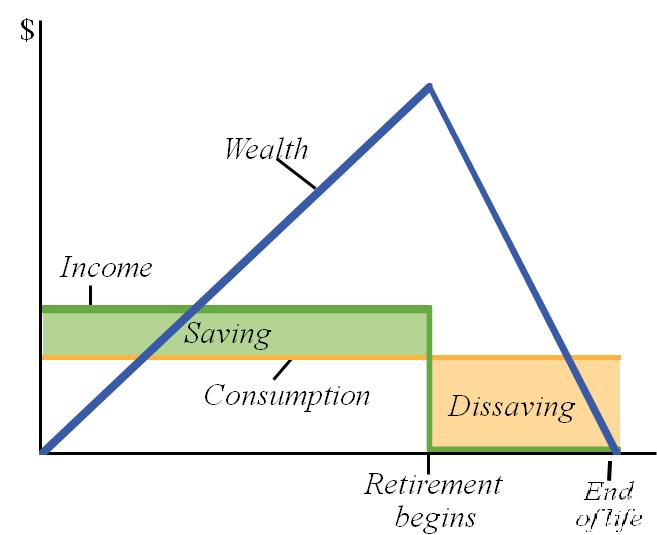
Teoria do Ciclo de Vida

Na economia, a Teoria do ciclo de vida, é um modelo que se esforça para explicar os padrões de consumo dos indivíduos.
A hipótese do ciclo de vida, supõe que os indivíduos planejem o comportamento do seu nível de consumo bem como de sua poupança, ao longo do seu ciclo de vida. Eles tenderiam a equilibrar seu consumo da melhor forma possível durante toda a sua vida, acumulando-os quando ganham seus rendimentos e consumindo quando estão aposentados.A suposição chave é que todos os indivíduos escolhem manter estilos de vida estáveis. Isto implica que eles geralmente não economizam muito em um período para gastar furiosamente no próximo período, mas mantêm seus níveis de consumo aproximadamente os mesmos em todos os períodos.

## Antecedentes
No início da década de 1950, Franco Modigliani e seu aluno, Richard Brumberg, desenvolveram uma teoria baseada na observação de que as pessoas fazem decisões de consumo com base tanto nos recursos disponíveis para eles ao longo de sua vida, quanto sobre a sua atual fase de vida. Modigliani e Brumberg observaram que os indivíduos acumulam ativos nos estágios iniciais de suas vidas profissionais. Mais tarde, durante a aposentadoria, eles fazem uso de seu estoque de ativos. Os trabalhadores economizam para suas vidas pós-aposentadoria e alteram seus padrões de consumo de acordo com suas necessidades em diferentes fases de suas vidas.
Embora baseada em um exame do comportamento individual, essa teoria forneceu previsões importantes para a economia como um todo. Ele prevê que a poupança agregada de um país depende da taxa de crescimento da renda nacional, não do seu nível. Além disso, o estoque de riqueza em uma economia está relacionado à duração do período de aposentadoria. Embora inicialmente houvesse muitos desafios para essa teoria do consumidor, sua relevância no pensamento econômico foi recentemente reconhecida.

## A Hipótese
Suponha que existe um consumidor que espera viver por mais T anos e tem riqueza de W. O consumidor também espera obter renda Y anualmente até se aposentar daqui a R anos. Nessa situação, os recursos do consumidor ao longo de sua vida consistem tanto em seu patrimônio inicial, W, quanto em seus ganhos vitalícios, RY. Observe que a taxa de juros é considerada zero. Se a taxa de juros fosse positiva, teríamos que contabilizar os juros ganhos na poupança.
O consumidor pode distribuir seus recursos vitalícios pelos restantes T anos de sua vida. Ele divide W + RY igualmente entre os T anos e em cada ano ele consome:
{\displaystyle C=(W+RY)/T}
A função consumo desta pessoa pode ser escrita como:
{\displaystyle C=W/T+RY/T}
Se cada indivíduo na economia planejar o consumo dessa maneira, a função de consumo agregado será bastante semelhante à do indivíduo. Assim, a função de consumo agregado da economia é:
{\displaystyle C=aW+bY}
Onde a é a propensão marginal a consumir de riqueza e b é a propensão marginal a consumir da renda.

## Implicações
A partir da equação acima, fica claro que, se a renda cair para zero, o consumo será igual a aW. No entanto, este não é um valor fixo, pois depende da riqueza. Além disso, de acordo com a função de consumo dada, a propensão média a consumir é:
{\displaystyle C/Y=aW/Y+b}
Como a riqueza não muda proporcionalmente com a renda de indivíduo para indivíduo ou de ano para ano, devemos obter o resultado de que a alta renda leva a uma baixa propensão média a consumir enquanto se olha para os dados através de pessoas ou em curtos períodos de tempo. No entanto, geralmente durante um longo período de tempo, riqueza e renda aumentam juntos, o que leva a uma relação constante W ⁄ Y e, portanto, uma propensão média constante para consumir. Para analisar melhor as implicações do modelo do ciclo de vida, é necessário considerar o caso de uma economia estacionária em que a população e a produtividade são constantes ao longo do tempo. 

### Poupança e riqueza quando a renda e a população são estáveis
Em um artigo não publicado escrito por R. Brumberg, observou-se que, se fizermos algumas suposições racionais sobre a duração média da vida profissional e da aposentadoria, assumindo que a taxa de remuneração é constante até a aposentadoria e a taxa de consumo combinada com uma taxa zero de retorno sobre o patrimônio líquido, pode-se constatar que, em uma economia estacionária de população e produtividade constantes, o estoque agregado de riqueza seria muito significativo. Além disso, sob as condições dadas, a taxa agregada de poupança se tornaria zero, já que o nível de poupança positiva dos indivíduos durante seus anos de ganhos seria compensado pela despoupança das famílias aposentadas que esgotam sua acumulação anterior. Assim, a riqueza permanece constante na totalidade enquanto é constantemente transferida de dissidentes para poupadores em troca de recursos atuais.

### O efeito do crescimento populacional
Supondo que a renda cresça como consequência do crescimento populacional - ou devido ao crescimento da renda por empregado, consequência do aumento da produtividade. Pode-se então provar que a poupança é positiva mesmo que não haja legados. Inicialmente, analisa-se o efeito do crescimento populacional puro, mantendo todas as outras premissas iguais. Se o tamanho das coortes nascidas em anos sucessivos cresce à taxa p, então a população e a renda agregada crescem à taxa p. Como resultado desse crescimento, há um aumento na proporção de indivíduos mais jovens em sua fase de ganho (poupando), do que aposentados em sua fase de despoupança - o que leva a um fluxo líquido positivo de poupança.

### O efeito do aumento da produtividade
Ao considerar a situação em que a população é estacionária, mas a renda média é obtida em cada idade, verifica-se que, a renda agregada aumenta continuamente ao longo do tempo devido ao aumento da produtividade. Isso também tende a levar a uma taxa positiva de poupança e a um estoque crescente de riqueza. Isso ocorre porque cada corte sucessiva ganha mais do que as coortes precedentes e, portanto, há um grande nível de consumo em cada idade - já que, por suposição, a alocação do consumo ao longo da vida permanece inalterada no tempo. Além disso, isso implica que a geração atualmente empregada, terá como meta um nível de consumo em seus anos de pós-aposentadoria maior do que o consumo de que gozam os indivíduos atualmente aposentados pertencentes a uma geração menos afluente. Para apoiar este nível futuro de consumo pós-aposentadoria, os indivíduos que trabalham devem economizar atualmente em uma escala maior do que a dos residentes aposentados. Portanto, mesmo que a população seja estacionária, a poupança agregada líquida tende a ser positiva.

## Teoria e evidência
As descobertas de muitos economistas revelam um problema no modelo do ciclo de vida. Descobriu-se que os idosos não se desfazem tão rapidamente quanto foi dito no modelo. Existem duas explicações para tal  comportamento acima mencionado dos idosos.A primeira explicação é que os aposentados são cautelosos com gastos imprevisíveis. A economia adicional que surge devido a esse comportamento é chamada de poupança preventiva. Esta poupança de precaução pode ser feita para o provável evento de viver mais do que o esperado e, portanto, ter que possuir recursos para um período mais longo do que o período previsto de aposentadoria. Outra razão racional é a possibilidade de problemas de saúde e enormes despesas médicas. Esses eventos prováveis fazem com que os idosos economizem mais.
A segunda explicação é que os idosos podem economizar mais para poder deixar herança para seus filhos. Isso desencoraja uma "despoupança" na taxa esperada.
Pesquisas gerais sobre a parcela de aposentados da sociedade mostram que o modelo do ciclo de vida não pode explicar completamente o comportamento do consumidor. Providenciar a aposentadoria é uma razão importante para a dissolução. No entanto, poupanças preventivas e heranças também são importantes. 